# 1993 TB
1993 TB är en asteroid i huvudbältet som upptäcktes den 9 oktober 1993 av den japanska astronomen Nobuhiro Kawasato i Uenohara.
Den tillhör asteroidgruppen Themis.